# Terebratulina cavata
Terebratulina cavata är en armfotingsart som beskrevs av Sir Joseph Cooke Verco 1910. Terebratulina cavata ingår i släktet Terebratulina och familjen Cancellothyrididae. Inga underarter finns listade i Catalogue of Life.